# Makov (district de Svitavy)
Pour les articles homonymes, voir Makov.
Makov (en allemand : Makau) est une commune du district de Svitavy, dans la région de Pardubice, en République tchèque. Sa population s'élevait à 337 habitants en 2024.

## Géographie
Makov se trouve à 9 km à l'ouest-sud-ouest du centre de Litomyšl, à 23 km au nord-ouest de Svitavy, à 36 km au sud-est de Pardubice et à 128 km à l'est-sud-est de Prague.
La commune est limitée par Suchá Lhota au nord, par Újezdec et Morašice à l'est, par Vidlatá Seč au sud, et par Chotěnov, Chotovice et Příluka à l'ouest.

## Histoire
La première mention écrite du village date de 1349.

## Transports
Par la route, Makov se trouve à 12 km de Litomyšl, à 29 km de Svitavy, à 48 km de Pardubice et à 161 km de Prague. 